# 1547 en arts plastiques
| Années des arts plastiques : 1544 - 1545 - 1546 - 1547 - 1548 - 1549 - 1550    |
| Décennies des arts plastiques : 1510 - 1520 - 1530 - 1540 - 1550 - 1560 - 1570 |

Cette page concerne l'année 1547 en arts plastiques.

## Naissances
- ? :
  - Farroukh Bek, peintre miniaturiste persan († vers 1619),
  - Giovanni Battista Castello (il Genovese), peintre miniaturiste italien († 1637),
  - Jacopo Ligozzi, dessinateur et peintre italien de l'école florentine († 1627),
  - Gregorio Martínez, peintre espagnol († 1598),
  - Matteo Pérez, peintre maniériste italien († 1616),
  - Diana Scultori Ghisi, graveuse maniériste italienne († 5 avril 1612),
  - Unkoku Togan, peintre japonais († 1618),
  - Ding Yunpeng, peintre chinois († 1628).

- Vers 1547 :
- Nicolas de Hoey, peintre et graveur néerlandais († 1611).

## Décès
- 3 avril : Ludger tom Ring l'Ancien, peintre, graveur et décorateur allemand (° 1496),
- 21 juin : Sebastiano del Piombo, peintre italien (° vers 1485),
- 19 octobre : Perin del Vaga, peintre italien (° 23 juin 1501),
- ? :
  - Jörg Breu le Jeune, peintre allemand (° vers 1510),
  - Antonio de Comontes, peintre espagnol (° ?),
  - Pellegrino da San Daniele, peintre italien (° 1467),
  - Dirk Vellert, graveur et vitrailliste flamand (° vers 1480).